# Aardbeving Huizinge 2012
Op 16 augustus 2012 om 22.31 uur vond op een diepte van 3 kilometer een aardbeving plaats bij het Groningse dorp Huizinge (ten oosten van Middelstum). De aardbeving had een geschatte magnitude van 3,6. Daarmee is dit de krachtigste aardbeving die ooit gemeten is in de provincie Groningen. Er kwamen na de aardbeving veel schademeldingen binnen uit een vrij groot gebied rondom het epicentrum. 
De aardbeving wordt geweten aan de aardgaswinning in het Groningenveld. Tot verontwaardiging van veel Groningers besloot het kabinet op voorstel van minister van Economische Zaken Henk Kamp na de aardbeving de gasproductie niet af te bouwen, maar deze juist verder op te voeren. De gang van zaken vormde de opmaat voor een grote discussie over aardgaswinning in Nederland, waarbij onder andere een schaderegeling in het leven werd geroepen voor eigenaren van woningen die door bodemdaling als gevolg van aardgaswinning beschadigd geraakt waren. In 2022 organiseerde de Tweede Kamer hierover een parlementaire enquête. 

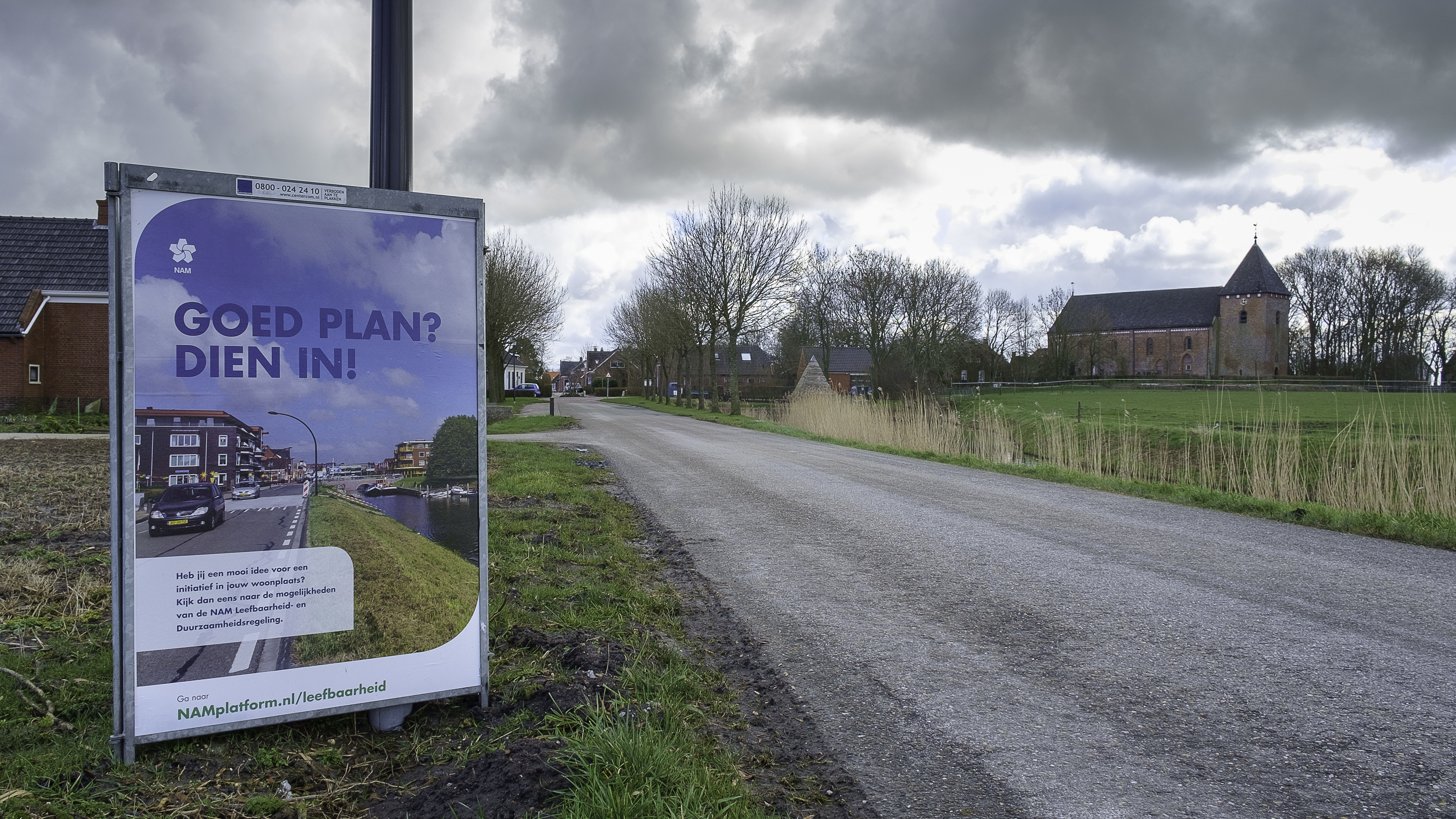
Ingang naar Huizinge met links een bord van de NAM met betrekking tot leefbaarheidsplannen voor door aardbevingen getroffen dorpen en rechts de Janskerk die ook beschadigd raakte bij de aardbeving
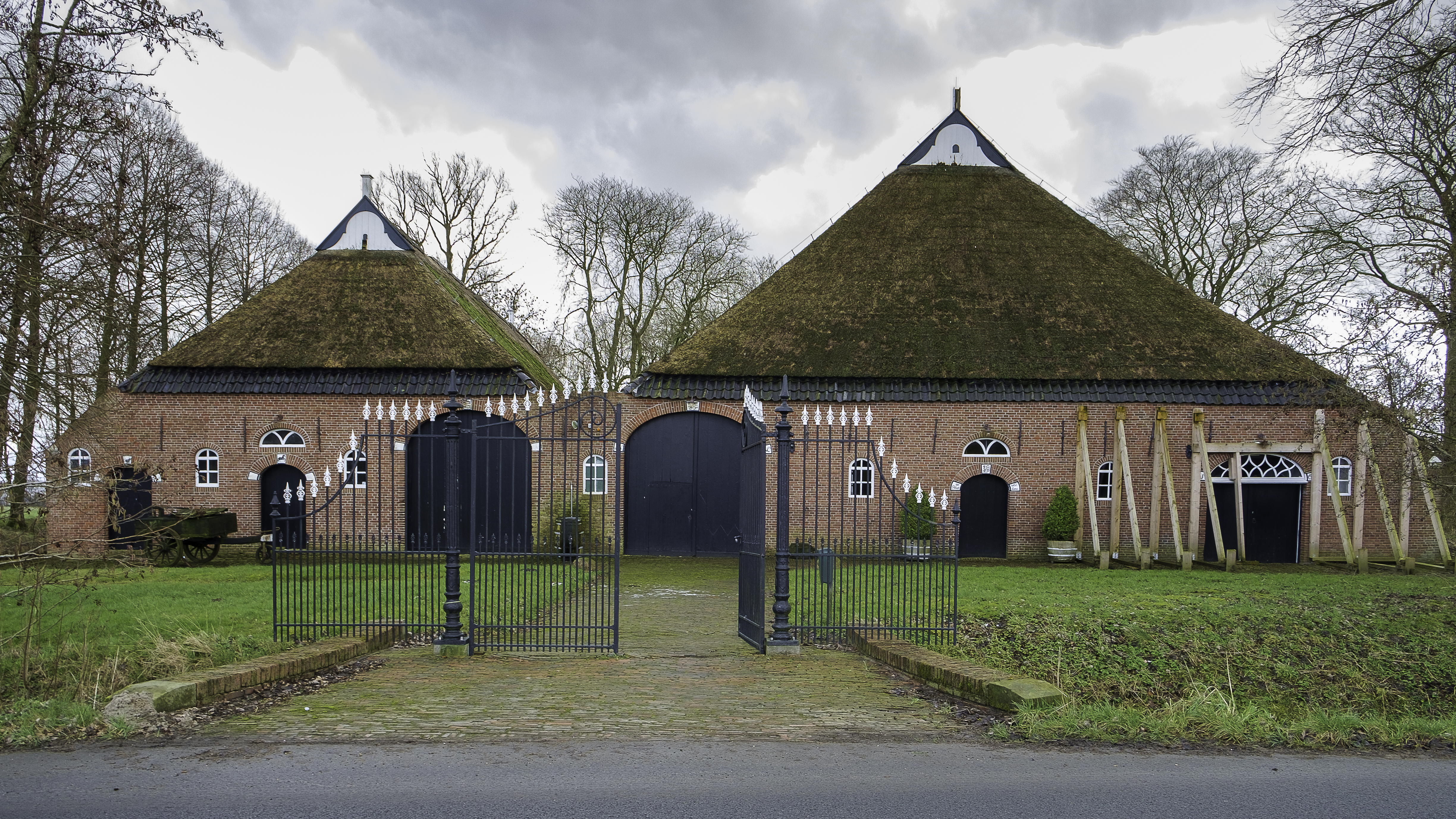
Boerderij Melkema bij Huizinge. De voormuren worden ondersteund door stutten tegen instortingsgevaar als gevolg van aardgaswinning. De NAM kocht het pand van de eigenaar en deed het gebouw vervolgens over aan de stichting Het Groninger Landschap. Het zou tot 2021 duren totdat het pand werd opgeknapt.